# El Pas de la Casa

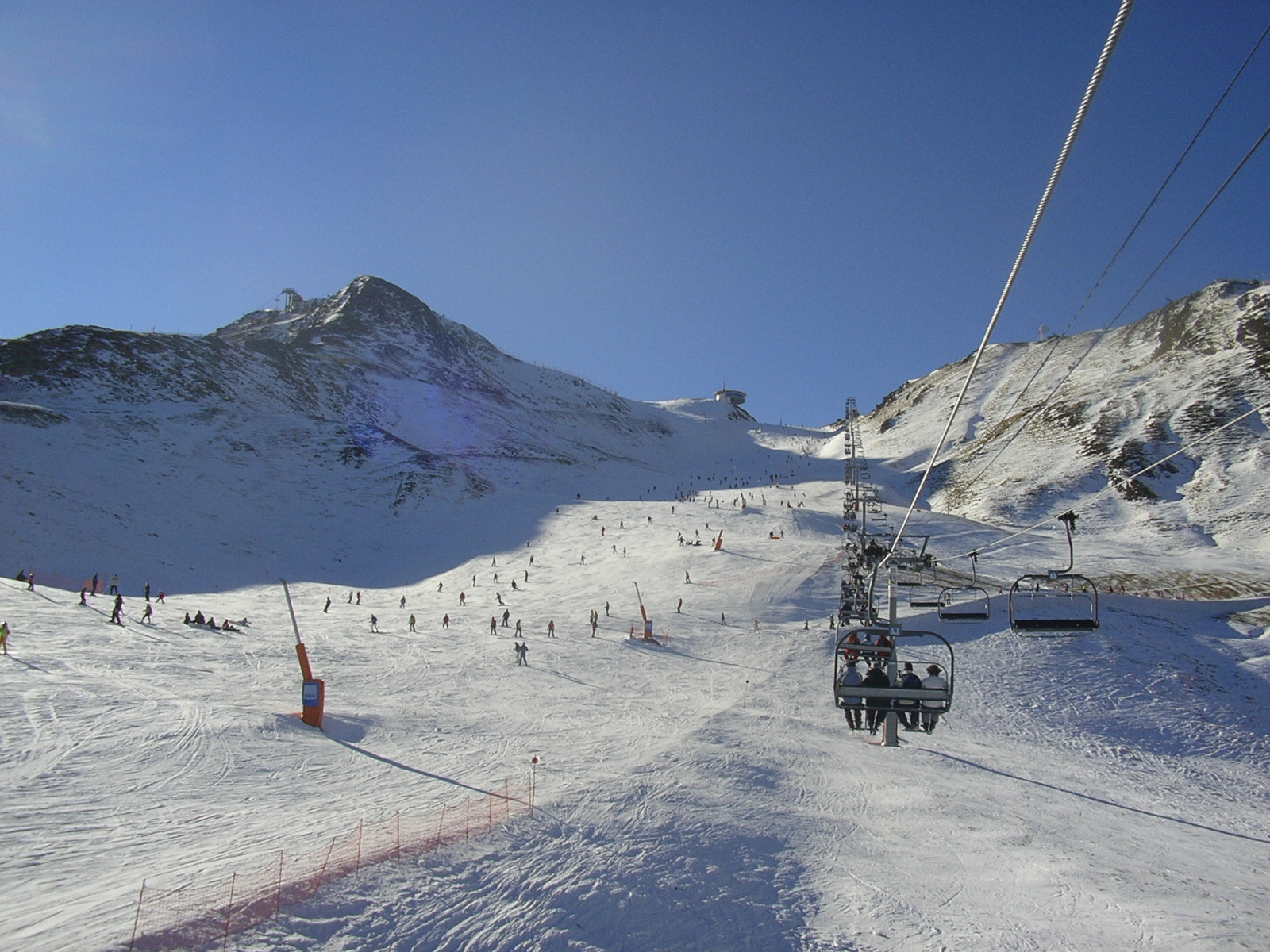
Skidlift i El Pas de la Casa.

El Pas de la Casa (katalanskt uttal: [əl ˈpas ðə lə ˈkazə], franska: Le Pas de la Case) är en ort i kommunen (parròquia) Encamp i Andorra. Den ligger vid Envalirapasset, på gränsen till Frankrike. El Pas de la Casa är en populär skidort. Orten hade 1 889 invånare (2021).

## Personer från El Pas de la Casa
- Laure Soulié, skidskytt